# Scotopteryx reversa
Scotopteryx reversa là một loài bướm đêm trong họ Geometridae.